# Vicky Cryer
Vicky Cryer est un supergroupe formé en juin 2011 par six membres issus de six groupes de la scène internationale américaine et anglaise, soit Jason Hill le chanteur américain de Louis XIV, Alex Carapetis batteur américain de Nine Inch Nails, Dominic Howard le batteur anglais de Muse, Mark Stoermer à la guitare, bassiste américain des Killers, Nick Fyffe bassiste de Jamiroquai, et Jeff Kite au clavier, du groupe Julian Casablancas.

## Biographie
Le groupe s'est formé au mois de juin 2011 et a sorti un premier EP intitulé "Expensive Love" au mois de juillet, composé de 5 morceaux. Ils donnèrent leur premier concert le 15 juillet 2011 à Los Angeles au Satellite. Le 1er décembre, le groupe annonce le nom, les titres et la sortie approximative en janvier 2013 de son premier album, The Synthetic Love of Emotionnal Engineering,.

## Discographie

### EP

#### Expensive Love
| No | Titre                                       | Durée |
| -- | ------------------------------------------- | ----- |
| 1. | Expensive Love                              | 3:43  |
| 2. | Girls                                       | 3:39  |
| 3. | Smut                                        | 3:22  |
| 4. | Touch You                                   | 3:49  |
| 5. | The Synthetic Love of Emotional Engineering | 8:00  |

### Album studio

#### The Synthetic Love of Emotional Engineering
| No  | Titre                                       | Durée |
| --- | ------------------------------------------- | ----- |
| 1.  | Smut                                        | 3:22  |
| 2.  | Girls                                       | 3:39  |
| 3.  | Krokodil Tearz                              |       |
| 4.  | Touch You                                   | 3:49  |
| 5.  | The Synthetic Love of Emotional Engineering | 8:00  |
| 6.  | The Lady and the Tramp                      |       |
| 7.  | Young Love                                  |       |
| 8.  | Expensive Love                              | 3:43  |
| 9.  | I'll Take the Pain                          |       |
| 10. | A Single Cut Is Worth a Thousand Words      |       |

### Autres pistes
Lors de leur premier live, le groupe a joué un morceau absent de l'EP et de l'album.
1. Rasors

## Membres du groupe
- Jason Hill, (Louis XIV) : chant
- Mark Stoermer, (The Killers) : guitare
- Nick Fyffe, (Jamiroquai) : bassiste
- Alex Carapetis, (Nine Inch Nails) : batterie
- Dominic Howard, (Muse) : batterie
- Jeff Kyte, Julian Casablancas : clavier[4]

### Contributions
- Sam Gendel : saxophone[5]
- David Johansen New York Dolls: harmonica
- Ray Suen : violon